# 巽他中杜鹃
巽他中杜鹃是一種東南亞鳥類，屬杜鹃属。

## 描述
巽他中杜鹃體長29–30厘米，外觀與喜馬拉雅中杜鵑和北方中杜鵑類似，但較為淡色，下半身較少淺黃色，黑色斑紋亦較窄。